# Oth Viktória
Oth Viktória (Budapest, 1991. december 31. – 2022. október 10.) magyar művészettörténész, muzeológus.

## Pályafutása
2016-tól a Fiatal Képzőművészek Stúdiója Egyesületének tagja, majd elnökségi tagja, alelnöke és társelnöke. 2019-től a Kiscelli Múzeum – Fővárosi Képtár szoborgyűjteményének muzeológusa. Művészettörténeti tanulmányait 2017-ben teljesítette az ELTE BTK-n.